# 三塚武男
三塚 武男（みつか たけお、1932年 - 2011年3月12日）は、日本の社会福祉学者。同志社大学名誉教授、熊本学園大学教授。社会福祉学の分野においての研究で地域社会における福祉制度の在り方を問い地域住民が積極的に参加し自治を促進する方法を探る研究をしてきた。

## 経歴
1932年（昭和7年）宮城県に生まれる。1950年（昭和25年）に宮城県古川高等学校卒業後、同志社大学に進学、大学では社会福祉学を学び、地域社会の福祉制度に関する専門的な知識を学んだ。同志社大学文学研究科の教授として、社会福祉学を専門に教育活動を行い、地域福祉や住民自治に関する研究を重ねた。福祉学の理論だけではなく、実践的な問題解決にも重点を置いて研究を進め、地域社会での実践的な福祉制度の改善に貢献してきた。教育者としては、福祉に関心のある多くの学生を育てあげ、社会福祉学の発展に寄与した。また、福祉政策に対する提言を行い、特に地域住民が主体的に福祉活動を行うことが、社会福祉の充実に欠かせない要素であると強調した。その活動の一環として、地域福祉における住民参加型アプローチを提案し、自治体との協力体制を強化する方法を論じた。

## 研究領域と専門分野
主な研究領域は、地域福祉と住民自治で、地域社会における福祉制度が、どのようにして住民の自発的な協力や自治活動と結びつくかを研究した。研究は単なる福祉の支援にとどまらず、地域住民が積極的に社会福祉活動に参加することが、地域全体の福祉向上に繋がるという視点を提示した。また、地域福祉の分野における理論と実践を結び付けた研究を行い、福祉制度の改善に向けた提言を行った。

## 学術的貢献
学問的貢献は、地域福祉の理論と実践を融合させた点にあり、地域社会の中で福祉活動をどのように行うか、また住民がどのように福祉活動に参加するかという問いに対して、実践的な解決策を提供した。社会福祉学における住民の自発的な参加と自治の重要性を再評価し、その理論的基盤を築いた。彼の研究は、地域福祉活動を行う実務者だけでなく、福祉政策を考える政治家や行政担当者にも影響を与え福祉分野における住民自治の推進は、現在の福祉政策においても重要なテーマである。

## 著書
- 『生活問題と地域福祉』
- 『住民自治と地域福祉』
- 『部落解放のまちつくり』